# Donax rugosus
Espèce
Donax rugosus est une espèce de mollusques bivalves de la famille des Donacidae.
Ce coquillage se rencontre sur les plages de sable d'Afrique de l'Ouest.

## Philatélie
Ce coquillage figure sur une émission de l'Angola de 1974 (valeur faciale : 10 $).